# Mauricio Valiente
Mauricio Valiente Ots (Madrid, 31 de agosto de 1966) fue concejal en el Ayuntamiento de Madrid por la formación Ahora Madrid y co-portavoz de Izquierda Unida-Madrid, así como tercer teniente alcalde de la capital española. Actualmente es director general de la Comisión Española de Ayuda al Refugiado (CEAR). Justo antes, ejerció como coordinador parlamentario de IU en el Congreso de los Diputados, dentro del Grupo Político de Unidas Podemos - En Comú Podem - Galicia en Común y del Grupo Parlamentario de Sumar. Además es responsable del Área Ideológica  del Comité Central del Partido Comunista de España. Es licenciado en Derecho por la Universidad Complutense de Madrid y doctor por la Universidad Carlos III de Madrid. Su especialidad en la abogacía es la de Derechos Humanos. 

## Biografía
En 1986 participó en el proceso asambleario de la fundación de IU mientras militaba en los Colectivos de Jovenes Comunistas. En 1989, se presentó a las elecciones al Parlamento Europeo como candidato del Partido Comunista de los Pueblos de España. Ha trabajado como abogado en la Comisión Española de Ayuda al Refugiado (CEAR) y ha desempeñado varios cargos de responsabilidad dentro del PCE e IU. Es miembro de la presidencia regional de IU en Madrid y del comité ejecutivo del PCE, siendo secretario de migraciones.
Desde junio de 2011 a 2015 fue diputado en la Asamblea de Madrid, ejerciendo como portavoz del Grupo Parlamentario de IU en la Comisión de Presidencia y Justicia, cargo que compatibiliza con el de coordinador de la Asamblea de base de IU en el distrito de Tetuán.

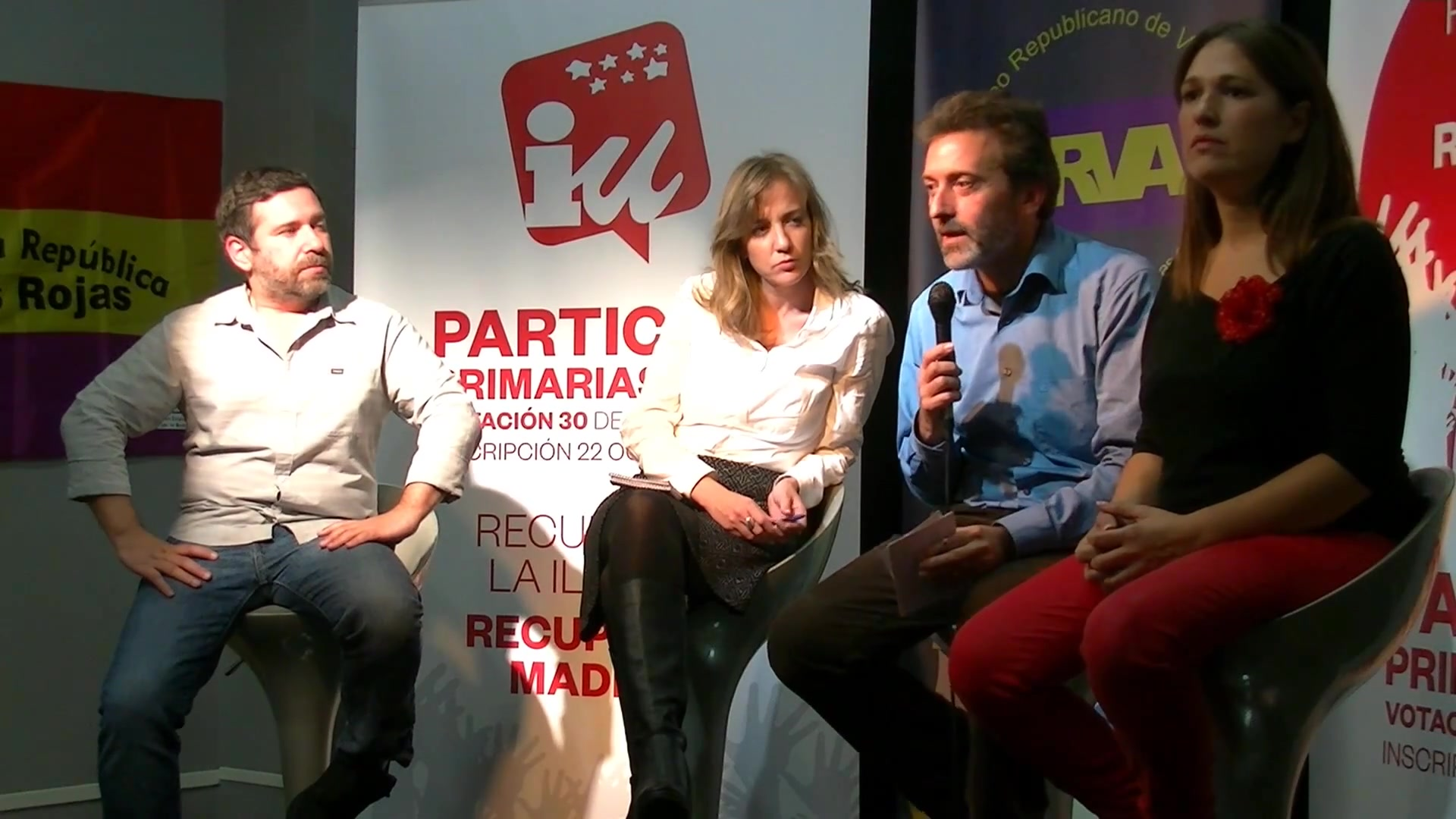
Valiente interviniendo en un evento de IU en noviembre de 2014 junto con Javier Couso, Tania Sánchez y María Espinosa.

En 2014 ganó las primarias abiertas de Izquierda Unida en la Comunidad de Madrid, como candidato a la alcaldía del Ayuntamiento de Madrid, formando tándem con Tania Sánchez que también ganó como candidata a la Comunidad de Madrid. En su programa de primarias estaba profundizar en el proceso de confluencia ya aprobado por IUCM.
Después de que la dirección de IUCM comunicase a Ahora Madrid su intención de presentar candidatura propia a las municipales, tras la celebración de un referéndum desautorizado por la dirección federal de IU, Mauricio Valiente se vio obligado a elegir entre la afiliación a IUCM y la presentación a las primarias de la candidatura Ahora Madrid, optando por pedir un certificado de baja formal a IU federal, alegando que IUCM le había expulsado, y presentándose a las primarias de Ahora Madrid tras una consulta a las asambleas.

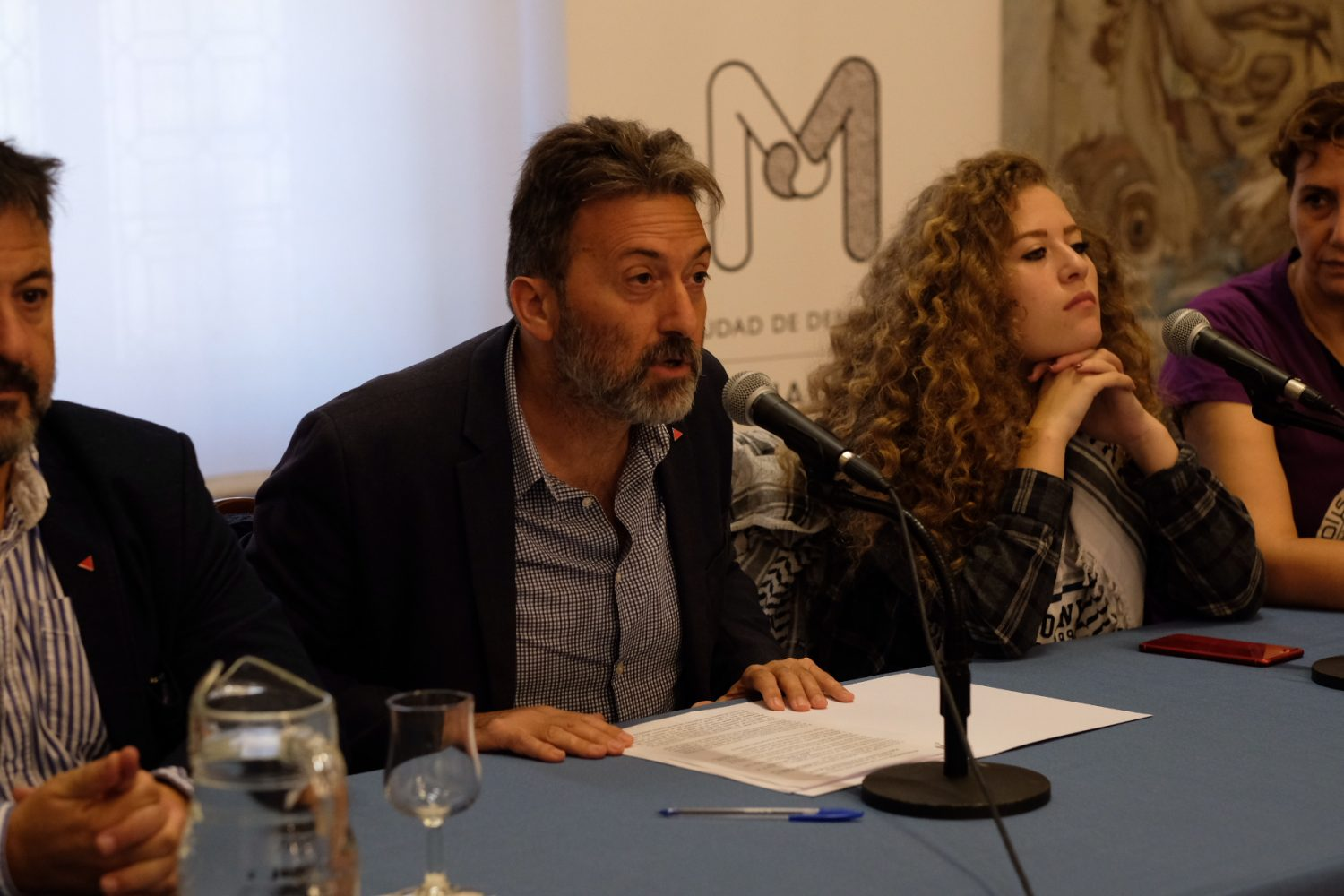
Valiente en septiembre de 2018 durante la visita a Madrid de la activista palestina Ahed Tamimi.

Mauricio Valiente mantuvo su afiliación al Partido Comunista de Madrid y su participación en IU a través de la plataforma Cambiar Madrid, con la que presentó la lista "A por Ellos! La izquierda para cambiar Madrid" a las primarias de Ahora Madrid, quedando tercero en número de votos y ocupando el cuarto lugar de la lista para las elecciones municipales de 2015 del Ayuntamiento de Madrid.
Tras las elecciones municipales celebradas el 24 de mayo de 2015 y el posterior nombramiento como alcaldesa de Madrid de Manuela Carmena, cabeza de lista de Ahora Madrid, Mauricio Valiente fue nombrado tercer teniente de alcalde, además de concejal-presidente de la Junta Municipal de distrito de Chamartín y además ejerció competencias delegadas por la primera edil o la Junta de Gobierno.
Tras la expulsión de IUCM de Izquierda Unida, Mauricio Valiente fue elegido portavoz de la reconstruida Izquierda Unida-Madrid, junto a Chus Alonso Lazareno, alcaldesa de Ciempozuelos. Posteriormente, compartió la portavocía con la Diputada Regional Sol Sánchez hasta enero de 2020.
En abril de 2024, fue elegido, junto a Mónica López Martín, director general de la Comisión Española de Ayuda al Refugiado (CEAR), relevando así a Estrella Galán, tras su elección como eurodiputada de Sumar en las últimas elecciones al Parlamento Europeo 2024. 